# Підлісне (Хмельницький район)
Підлі́сне — село в Україні, у Деражнянській міській громаді Хмельницького району Хмельницької області. Населення становить 278 осіб.

## Історія
7 (20) листопада 1917 року, відповідно до Третього Універсалу Української Центральної Ради, увійшло до складу Української Народної Республіки.
12 червня 2020 року, відповідно до розпорядження Кабінету Міністрів України № 727-р «Про визначення адміністративних центрів та затвердження територій територіальних громад Хмельницької області», увійшло до складу Деражнянської міської громади.
19 липня 2020 року, в результаті адміністративно-територіальної реформи та ліквідації Деражнянського району, село увійшло до складу Хмельницького району.

## Герб
Затверджений 22 червня 2017р. рішенням сесії сільської ради. Автор - І.Д.Янушкевич.
У срібному щиті гілка яблуні з трьома червоними яблуками і зеленим листям. У зеленій сосновопагоноподібній главі три золотих жолуді в балку.

## Населення

### Мова
Розподіл населення за рідною мовою за даними перепису 2001 року:
| Мова       | Кількість | Відсоток |
| ---------- | --------- | -------- |
| українська | 276       | 99.28%   |
| російська  | 1         | 0.36%    |
| румунська  | 1         | 0.36%    |
| Усього     | 278       | 100%     |

## Відомі люди
- Харитонова Надія Павлівна — українська радянська діячка.